# گرگانا دیمیتروا
گرگانا دیمیتروا (انگلیسی: Gergana Dimitrova؛ زادهٔ ۲۸ فوریهٔ ۱۹۹۶) بازیکن والیبال اهل بلغارستان است.
از باشگاه‌هایی که در آن بازی کرده‌است می‌توان به باشگاه والیبال زسکا صوفیه و آر سی کن اشاره کرد.